# Borealis
Borealis — австрийская нефтехимическая компания. Является совместным предприятием австрийской нефтегазовой компании OMV (75 %) и эмиратской инвестиционной компании Mubadala (25 %).

## История
Borealis (с латыни — Северная) была основана в 1994 году в Дании объединением нефтехимических подразделений финской компании Neste и норвежской Statoil. В 1998 году Neste вышла из партнерства, её долю приобрели OMV и Международная нефтяная инвестиционная компания ОАЭ (позже ставшая Mubadala); в этом же году началось строительство нефтехимического комплекса Borouge в ОАЭ. В 2005 году Statoil также продала свою долю, и в 2006 году штаб-квартира Borealis была перенесена из Копенгагена в Вену.

## Деятельность
Основная специализация компании Borealis — производство полиолефинов (полиэтилена и полипропилена).
Borouge, крупный нефтехимический комплекс в Руваисе (ОАЭ), является совместным проектом Borealis (40 %) и Abu Dhabi National Oil Company (60 %); его производительность после введения в эксплуатацию пятой очереди в феврале 2022 года составляет 5 млн тонн полиолефинов в год. Ещё один комплекс, Baystar в Техасе, является проектом Borealis и TotalEnergies (по 50 %). Также предприятия есть в Австрии, Бельгии, Бразилии, Германии, Италии, Китае, Нидерландах, Республике Корея, Финляндии, Франции, Швеции. Компании принадлежит 3 предприятия по переработке вторичного полиэтилена.
Основные подразделения по состоянию на 2021 год:
- Полиолефины — производство полиэтилена и полипропилена; выручка 6,7 млрд евро.
- Основные химикаты — фенол, ацетон, этилен, пропилен; выручка 1,5 млрд евро.
- Borealis NITRO — азотные удобрения, меламин, технические азотные соединения; выручка 1,5 млрд евро.

Выручка за 2021 год составила 10,15 млрд евро, из них 6,86 млрд евро пришлось на страны Евросоюза, 1,43 млрд евро — на другие страны Европы, 285 млн евро — на США, 553 млн евро — Азию и Ближний Восток.